# Тейшейра (Арганил)
Тейшейра (порт. Teixeira) — район (фрегезия) в Португалии, входит в округ Коимбра. Является составной частью муниципалитета Арганил. По старому административному делению входил в провинцию Бейра-Литорал. Входит в экономико-статистический субрегион Пиньял-Интериор-Норте, который входит в Центральный регион. Население составляет 188 человек на 2001 год. Занимает площадь 19,60 км².